# Nicolás Cotugno Fanizzi

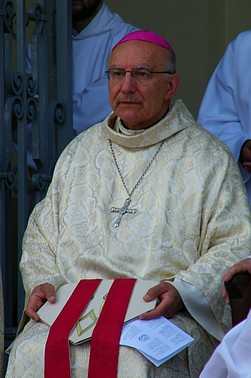
Erzbischof Nicolás Cotugno Fanizzi SDB

Nicolás Cotugno Fanizzi SDB (* 21. September 1938 in Sesto San Giovanni, Provinz Mailand, Italien) ist ein italienischer Ordenspriester, Missionar und emeritierter römisch-katholischer Erzbischof von Montevideo.

## Leben
Cotugno Fanizzi legte 1962 in die Kongregation der Salesianer Don Boscos die Profess ab und ging noch im selben Jahr als Missionar nach Uruguay. Nach seinen philosophischen und theologischen Studien wurde er am 26. Juli 1967 in Chile zum Priester geweiht. 1971 kehrte er nach Uruguay zurück.
Am 13. Juni 1996 wurde er von Papst Johannes Paul II. zum Bischof von Melo ernannt, seine Bischofsweihe durch den Apostolischen Nuntius in Uruguay, Francesco De Nittis, erfolgte am 28. Juli desselben Jahres; Mitkonsekratoren waren der Erzbischof von Montevideo, José Gottardi Cristelli SDB, und sein Amtsvorgänger in Melo, Roberto Reinaldo Cáceres González.
Am 4. Dezember 1998 wurde er zum sechsten Erzbischof von Montevideo ernannt. Am 8. Oktober 2009 ernannte ihn Papst Benedikt XVI. zum Mitglied der Päpstlichen Kommission für Lateinamerika.
Am 11. Februar 2014 nahm Papst Franziskus seinen altersbedingten Rücktritt an und ernannte seinen salesianischen Mitbruder Daniel Fernando Sturla Berhouet zu seinem Nachfolger.

## Positionen
Im November 2008 sorgte er für Aufsehen, als er in einem Interview mit der uruguayischen Tageszeitung El Pais römisch-katholische Politiker, die für das Gesetz zur Entkriminalisierung von Abtreibungen stimmten, darauf hinwies, dass dies eine „Ipso-facto-Exkommunikation“ nach sich ziehe.
Im Zuge der Jahresaktion 2008 der bischöflichen Hilfsaktion Adveniat wies er darauf hin: „Uruguay ist das Land der vergessenen Armen. Hier gibt es Stadtviertel, in denen sieht es genauso schlimm aus wie in den Favelas von Rio de Janeiro. Wenn nicht schlimmer.“